# Lady Lou
«Lady Lou» (с англ. — «Леди Лу») — песня и сингл немецкой хеви-метал-группы Accept.
Сингл был выпущен в формате 7-дюймовой пластинки со скоростью вращения 45 оборотов в минуту отделением Brain звукозаписывающей компании Metronome (каталожный номер 0030.176) в поддержку дебютного альбома группы Accept. Как и сам альбом, сингл записывался и сводился в течение сентября — декабря 1978 года и был выпущен по инициативе звукозаписывающей компании перед выпуском дебютного альбома.

## О песне
По мнению Вольфа Хоффманна, текст заглавной песни представляет собой полную бессмыслицу. На вопрос канадского журналиста Metallian.com, кто же такая Леди Лу, он ответил, что на тот момент Удо Диркшнайдер — а именно на нём лежала обязанность подготовки текстов — очень плохо знал английский язык и написал что-то, что звучало бы по-английски.
Я на самом деле помню, что я сел со словарём и попытался расшифровать что он там собирался спеть. Половина вещи по-настоящему не имеет смысла, просто слова и бла-бла-бла. Так что я думаю Леди Лу родилась из этой бессмыслицы. Леди ля-ля-ля...лу...что вы там поёте? Хорошо, мы назовём это Леди Лу! Кому какое дело?
Оригинальный текст (англ.)I actually remember trying to sit down with a dictionary and trying to decipher what he was going to sing there. Half the stuff didn't really mean anything just syllables and blah blah blah. So I think Lady Lou came out of that nonsense. Lady la la lo'what are you singing there?' OK, we'll call it Lady Lou! Who cares?
На стороне «Б» сингла содержалась рок-баллада «Seawinds» (с англ. — «Морские ветры»), которую спел басист группы Петер Балтес.
На обложке альбома размещена фотография группы.
Brain также выпустила песню Lady Lou на своём сборнике за 1978 год Rock on Brain. Кроме того песня доступна на нескольких сборниках Accept: Metal Masters, Best of… и Midnight Highway.

## Отзывы критиков
В своих ретроспективных оценках дебютного альбома критики оглядывались на последующие работы группы и отдавали отчёт, что Accept в то время занимались поиском своего звучания, пытались выйти из тени более известных тогда Scorpions, и что пластинку следует воспринимать исключительно как пробу пера. В то же время они признавали обе песни, входящие в сингл, одними из самых оригинальных и заметных на всей пластинке, из-за которых её и стоит слушать. Многих особенно впечатлял проникновенный вокал Питера Балтеса на «Seawinds». Редактор немецкого вебзина Powermetal.de Бьорн Баккес назвал её одной из самых необычных песен за всю историю группы, а работу Балтеса — блестящей.

## Список композиций
| №  | Название   | Автор(ы)                                                                 | Длительность |
| -- | ---------- | ------------------------------------------------------------------------ | ------------ |
| 1. | «Lady Lou» | Удо Диркшнайдер, Петер Балтес, Вольф Хоффманн, Йорг Фишер, Франк Фридрих | 3:03         |

| №                   | Название            | Автор(ы)                                      | Длительность |
| ------------------- | ------------------- | --------------------------------------------- | ------------ |
| 1.                  | «Seawinds»          | Хоффманн, Фридрих, Диркшнайдер, Балтес, Фишер | 4:29         |
| Общая длительность: | Общая длительность: | Общая длительность:                           | 7:32         |

## Участники записи
- Удо Диркшнайдер — вокал (Сторона А)
- Петер Балтес — бас, вокал (Сторона Б)
- Йорг Фишер — гитара
- Вольф Хоффманн — гитара
- Франк Фридрих — ударные